# Parma Associazione Sportiva 1949-1950
Questa pagina raccoglie le informazioni riguardanti il Parma Associazione Sportiva nelle competizioni ufficiali della stagione 1949-1950.

## Stagione
Nella stagione 1949-1950 il Parma nel girone B del campionato di Serie C, composto da 21 squadre, con 51 punti in classifica si piazza al secondo posto ad un solo punto dal Treviso promosso con 52 punti in Serie B. Il titolo di questa stagione potrebbe essere: ad un solo punto dal ritorno immediato in Serie B, sarebbe bastato vincere l'ultima partita di campionato a San Martino di Lupari in provincia di Padova e sarebbe stata festa grande per i ducali, ma le motivazioni dei veneti in lotta per ottenere la salvezza hanno avuto la meglio. Le 17 reti messe a segno da William Bronzoni, le 12 di Ugo Maestri, le 11 reti di Giorgio Marconi, l'ottima conduzione tecnica di Carlo Rigotti, non bastano per raggiungere l'obiettivo della promozione.

## Rosa
| N. |                     | Ruolo | Calciatore          |
| -- | ------------------- | ----- | ------------------- |
|    | Ungheria (bandiera) | P     | Géza Boldizsár      |
|    | Italia (bandiera)   | P     | Mario Mori          |
|    | Italia (bandiera)   | D     | Bruno Armanini      |
|    | Italia (bandiera)   | D     | Ivo Cocconi         |
|    | Italia (bandiera)   | D     | Giacomo De Giorgis  |
|    | Italia (bandiera)   | D     | Giovanni Manfrinato |
|    | Italia (bandiera)   | D     | Luigi Lorini        |
|    | Italia (bandiera)   | D     | Raimondo Taucar     |
|    | Italia (bandiera)   | C     | Francesco Berruti   |
|    | Italia (bandiera)   | C     | Elios Bonzagni      |
|    | Italia (bandiera)   | C     | Aldo Curti          |
|    | Italia (bandiera)   | C     | Guido Gratton       |

| N. |                   | Ruolo | Calciatore         |
| -- | ----------------- | ----- | ------------------ |
|    | Italia (bandiera) | C     | Luciano Marchi     |
|    | Italia (bandiera) | C     | Renato Martini     |
|    | Italia (bandiera) | C     | Sergio Rampini     |
|    | Italia (bandiera) | C     | Pasquale Sansolini |
|    | Italia (bandiera) | C     | Renzo Sassi        |
|    | Italia (bandiera) | A     | William Bronzoni   |
|    | Italia (bandiera) | A     | Antonio Carnevali  |
|    | Italia (bandiera) | A     | Armando Giacometti |
|    | Italia (bandiera) | A     | Ugo Maestri        |
|    | Italia (bandiera) | A     | Giorgio Marconi    |
|    | Italia (bandiera) | A     | Arturo Rimoldi     |

## Risultati

### Serie C

#### Girone di andata
| Arbitro: | Griggi (Brescia) |

|                                  |           |                         |
| Scudeler 20’, 71’ Simoncello 60’ | Marcatori | 9’ Marconi 59’ Bronzoni |

| Arbitro: | Pignataro (Torino) |

|                                          |           |                |
| Maestri 29’, 61’ Bronzoni 63’ (rig.) 79’ | Marcatori | 83’ Mussinelli |

| Arbitro: | Ferrari Aggradi (Firenze) |

|                         |           |  |
| Maestri 39’ Rampini 63’ | Marcatori |  |

| Arbitro: | Campanati (Milano) |

|  |           |              |
|  | Marcatori | 74’ Bronzoni |

| Arbitro: | Cabiati (Casale Monferrato) |

|              |           |                |
| Bronzoni 60’ | Marcatori | 90’ Patergnani |

| Arbitro: | Perego (Milano) |

|  |           |                                                  |
|  | Marcatori | 39’ Rimoldi 50’ Bronzoni 57’ Rampini 75’ Maestri |

| Arbitro: | Arietti (Siena) |

|                     |           |  |
| Bronzoni 52’ (rig.) | Marcatori |  |

| Arbitro: | Piemonte (Monfalcone) |

|                                |           |             |
| Colombi 25’, 75’ Pierolini 83’ | Marcatori | 58’ Marconi |

| Arbitro: | Trentin (Torino) |

|                           |           |  |
| Sansolini 22’ Rampini 32’ | Marcatori |  |

| Arbitro: | Pizzato (Mestre) |

|              |           |              |
| Antonini 81’ | Marcatori | 55’ Bronzoni |

| Arbitro: | Banti (Pontedera) |

|                          |           |                          |
| Bonzagni 33’ Rampini 69’ | Marcatori | 22’ Bonacini 43’ Manafra |

| Arbitro: | Neri (Vicenza) |

|  |           |                                         |
|  | Marcatori | 31’, 77’ Maestri 47’, 51’, 74’ Bronzoni |

| Arbitro: | Buratti (Milano) |

|  |           |                                      |
|  | Marcatori | 3’ Sansolini 44’ Rampini 65’ Marconi |

| Arbitro: | Tosi (Lodi) |

|                                                                           |           |            |
| Orzan 8’ (aut.) Bronzoni 28’ (rig.) Martini 60’ Maestri 74’ Sansolini 84’ | Marcatori | 88’ Madriz |

| Trieste 11 dicembre 1949 15ª giornata | Edera Trieste      | 0 – 0 | Parma | Campo di Montebello\| Arbitro: \| Campanati (Milano) \| |
| Arbitro:                              | Campanati (Milano) |       |       |                                                         |

| Arbitro: | Scardopane (Vercelli) |

|                     |           |  |
| Bronzoni 35’ (rig.) | Marcatori |  |

| Mantova 25 dicembre 1949 17ª giornata | Mantova         | 0 – 0 | Parma | Stadio Danilo Martelli\| Arbitro: \| Rigato (Mestre) \| |
| Arbitro:                              | Rigato (Mestre) |       |       |                                                         |

| Arbitro: | Vannini (Bologna) |

|                               |           |  |
| Bronzoni 48’ Marconi 65’, 69’ | Marcatori |  |

| Arbitro: | Sinico (Verona) |

|  |           |                  |
|  | Marcatori | 58’, 64’ Maestri |

| 15 gennaio 1950 20ª giornata |  | – Turno di riposo PARMA |  |  |

| Arbitro: | Perego (Milano) |

|                                                    |           |  |
| Rampini 18’, 43’ Marconi 21’, 61’, 87’ Maestri 83’ | Marcatori |  |

#### Girone di ritorno
| Parma 29 gennaio 1950 22ª giornata | Parma            | 0 – 0 | Marzotto Valdagno | Stadio Ennio Tardini\| Arbitro: \| Zoli (Pontedera) \| |
| Arbitro:                           | Zoli (Pontedera) |       |                   |                                                        |

| Arbitro: | Guarda (Mestre) |

|                        |           |             |
| Loschi 8’ Svanetti 11’ | Marcatori | 77’ Maestri |

| Arbitro: | Campanati (Milano) |

|  |           |                         |
|  | Marcatori | 75’ Rampini 79’ Rimoldi |

| Arbitro: | Righi (Milano) |

|             |           |  |
| Berruti 20’ | Marcatori |  |

| Arbitro: | Della Lunga (Firenze) |

|               |           |  |
| Pavanello 35’ | Marcatori |  |

| Parma 12 marzo 1950 27ª giornata | Parma                | 0 – 0 | Bondenese | Stadio Ennio Tardini\| Arbitro: \| Carletti (Gallarate) \| |
| Arbitro:                         | Carletti (Gallarate) |       |           |                                                            |

| Arbitro: | Bergomi (Milano) |

|                        |           |  |
| Alfier 13’ Bertoli 29’ | Marcatori |  |

| Arbitro: | Agroppi (Piombino) |

|                |           |  |
| Manfrinato 54’ | Marcatori |  |

| Arbitro: | Matucci (Seregno) |

|                               |           |             |
| G. Matteucci 8’ Bolognesi 26’ | Marcatori | 62’ Marconi |

| Arbitro: | Pirali (Gallarate) |

|             |           |             |
| Marconi 75’ | Marcatori | 36’ Bernard |

| Arbitro: | Pizzato (Mestre) |

|                                  |           |  |
| Pantozzi 16’ Bonacini 73’ (rig.) | Marcatori |  |

| Arbitro: | Conone (Asti) |

|             |           |  |
| Maestri 35’ | Marcatori |  |

| Parma 30 aprile 1950 34ª giornata | Parma              | 0 – 0 | Treviso | Stadio Ennio Tardini\| Arbitro: \| Canavesio (Torino) \| |
| Arbitro:                          | Canavesio (Torino) |       |         |                                                          |

| Arbitro: | Fumagalli (Milano) |

|                       |           |                      |
| Brumat 33’ Buzzin 62’ | Marcatori | 24’ (rig.) Boldizsar |

| Arbitro: | Siddi (Cagliari) |

|                                        |           |  |
| Bronzoni 18’, 89’ Boldizsar 38’ (rig.) | Marcatori |  |

| Arbitro: | Melgari (Bergamo) |

|                 |           |             |
| Morini 13’, 70’ | Marcatori | 80’ Berruti |

| Arbitro: | Perego (Milano) |

|             |           |  |
| Berruti 11’ | Marcatori |  |

| Arbitro: | Baldo (Alessandria) |

|               |           |                          |
| Ampollini 71’ | Marcatori | 40’ Marconi 73’ Bronzoni |

| Arbitro: | Jonni (Macerata) |

|                           |           |  |
| Marchi 21’ Manfrinato 44’ | Marcatori |  |

| 18 giugno 1950 41ª giornata |  | – Turno di riposo Parma |  |  |

| Arbitro: | Bernardi (Savona) |

|               |           |  |
| Mazzuccato 1’ | Marcatori |  |

## Statistiche

### Statistiche dei giocatori
| Giocatore     | Serie A  | Serie A |
| Giocatore     | Presenze | Reti    |
| ------------- | -------- | ------- |
| G. Boldizsár  | 36       | -?; 2   |
| M. Mori       | 4        | -?      |
| G. Manfrinato | 19       | 2       |
| R. Taucar     | 36       | 0       |
| B. Armanini   | 33       | 0       |
| I. Cocconi    | 2        | 0       |
| R. Martini    | 38       | 1       |
| A. Curti      | 8        | 0       |
| R. Sassi      | 27       | 0       |
| E. Bonzagni   | 11       | 1       |
| L. Lorini     | 29       | 0       |
| G. De Giorgis | 2        | 0       |
| S. Rampini    | 30       | 8       |
| L. Marchi     | 14       | 1       |
| G. Gratton    | 5        | 0       |
| G. Marconi    | 37       | 11      |
| F. Berruti    | 12       | 3       |
| P. Sansolini  | 24       | 3       |
| A. Carnevali  | 7        | 0       |
| W. Bronzoni   | 23       | 17      |
| A. Giacometti | 2        | 0       |
| A. Rimoldi    | 10       | 2       |
| U. Maestri    | 31       | 12      |